# Giaura leucotis
Giaura leucotis är en fjärilsart som beskrevs av George Francis Hampson 1905. Giaura leucotis ingår i släktet Giaura och familjen trågspinnare. Inga underarter finns listade i Catalogue of Life.